# Autódromo La Guácima
El Autódromo La Guácima, es el primer Autódromo de Costa Rica. Ha sido inaugurado 3 veces: la primera 14 de julio de 1974; la última vez, en marzo de 2015. El autódromo se ubica dentro del centro de entretenimiento llamado "Parque Viva" en la Provincia de Alajuela, aproximadamente, a 25 minutos de San José, capital de Costa Rica. El circuito tiene una longitud de 2.029 kilómetros; el diseño ha sido modificado 4 veces, siendo el último circuito el del 2015.

## Información general
La lucha por un verdadero autódromo surgió cuando llegó el momento de tener que salir del óvalo del Estadio, ACEA, ya era una entidad bien organizada y también muchas personas asociadas con deseos de no perder este deporte.
el antiguo autódromo La Guácima nombre con el que se le conoce ha hecho esfuerzos para ser recordado, lo primero fue lograr la compra del terreno y su construcción.
En un principio, el diseño mostraba un centro de recreo para familias, restaurante y muchas otras formas de convertirlo no solo en un autódromo. Pero eso fue difícil y con muchos problemas, solo se hizo la primera pista de 2200 metros de longitud, que fue con el que se inauguró el 14 de julio de 1974. y vinieron pilotos y autos de El Salvador y Costa Rica en su mayoría, aunque vinieron algunos de Guatemala, Honduras, México, Estados Unidos y Colombia, Guácima se convierte en el primer Centro de Entretenimiento en Centroamérica que en 20.000 m² de construcción reúne un Anfiteatro, Circuito, Centrokölbi y plazas cuyo diseño garantizará las mejores experiencias para los asistentes. El Parque cuenta con 4 accesos habilitados que en total suman 15 carrileras para vehículos, accesos peatonales, 2 salidas de emergencias y un ingreso para personal. En total el Parque ofrece espacio para 4.500 parqueos, todo el recinto cuenta con rampas, accesos y espacios que cumplen con la ley 7600.

## Detalles del Autódromo
- Tamaño del terreno que alberga todo "La Guácima": 28.2 Hectáreas de terreno.
- Formato de la Pista (Circuito).
- Largo de la pista: 2029 m, última modificación 2015
- Ancho de la pista: 10 a 12 metros
- 9 curvas
- El circuito se ha modificado 4 veces
- Asfalto recién puesto en 2015
- Récord de velocidad 215 km/h
- 20 Pit stop desde sus inicios
- Para un total de 25 escuderías y pilotos.
- 2 tribunas.
- 3 accesos a la pista.
- 4.500 parqueos disponibles
- 80 ventanillas para la venta de alimentos y bebidas
- 15 carrileras para ingreso de automóviles
- Más de 300 servicios sanitarios fijos todo el complejo (Parque Viva)
- 30 carrileras para ingresos peatonales.
- Siembra de 969 árboles sin contar los de las áreas de reforestación
- Tomas de agua
- Áreas de comida

## Anfiteatro
Centro de Entretenimiento que en 20.000 m² de construcción reúne un Anfiteatro, Circuito, Centrokölbi y plazas cuyo diseño garantizará las mejores experiencias para los asistentes. El Parque cuenta con 4 accesos habilitados que en total suman 15 carrileras para vehículos, accesos peatonales, 2 salidas de emergencias y un ingreso para personal. 
Todo el recinto cuenta con rampas, accesos y espacios que cumplen con la ley de espacios para discapacitados.
El Anfiteatro fue diseñado con un aforo de 16 mil personas.

### Conciertos
- Air Supply
- Alejandra Guzmán
- Alejandro Fernández
- Alejandro Sanz
- Alex Campos
- Alexander Acha
- Amanda Miguel
- Ana Gabriel
- Andrea Bocelli
- Anuel AA
- Ariana Grande
- Backstreet Boys
- Banda MS
- Björk
- Blue Man Group
- Bronco
- Bryan Adams
- Calibre 50
- Camila
- Camilo
- Capital Cities
- Carlos Vives
- CNCO
- Danna Paola
- Deorro
- Diego Torres
- Disney Junior
- Doctor Krápula
- Ed Sheeran
- Eddy Herrera
- Ednita Nazario
- Eladio Carrión
- Emmanuel
- Enanitos Verdes
- Enrique Iglesias
- Evan Craft
- Faith No More
- Feid
- Fifth Harmony
- Fito Páez
- Flans
- Franco De Vita
- Fonseca
- Galantis
- Gilberto Santa Rosa
- Gojira
- Ha*Ash
- Hillsong Worship
- Hombres G
- Il Divo
- Interpol
- Jack Johnson
- Jarabe de Palo
- Jesse & Joy
- Jessi Uribe
- Joan Manuel Serrat
- Joaquín Sabina
- Juan Luis Guerra
- Junior Express
- Kany García
- Karol G
- Katy Perry
- La Sonora Santanera
- Laura Pausini
- LMFAO
- Los Ángeles Azules
- Los Tigres del Norte
- Louis Tomlinson
- Marc Martel
- Marcela Gándara
- Magneto
- Maluma
- Manuel Turizo
- Marc Anthony
- Marco Barrientos
- Maroon 5
- Mastodon
- Melendi
- Mercurio
- Miguel Bosé
- Miguel Mateos
- Molotov
- Natalia Lafourcade
- Nervo
- Olga Tañón
- Oliver Heldens
- Pablo Alborán
- Pablo López
- Pandora
- Paulo Londra
- Pepe Aguilar
- Pimpinela
- Quevedo
- Reik
- Resistance
- Ricardo Montaner
- Ricky Martin
- Río Roma
- Roberto Carlos
- Sebastián Yatra
- Shawn Mendes
- Silvestre Dangond
- Ska-P
- Slayer
- Steve Aoki
- The Killers
- The Smashing Pumpkins
- Tinashe
- UB40
- Victoria Monét
- Wos
- Young Miko
- Yuri
- Yuridia

### Eventos por año
| Año  | Fecha                   | Artista(s) (Telonero(s))                                        | Tour                                             | Asistencia                                    |
| ---- | ----------------------- | --------------------------------------------------------------- | ------------------------------------------------ | --------------------------------------------- |
| 2015 | 2 de mayo               | Enrique Iglesias (Capital Cities)                               | Sex and Love Tour                                | TBA                                           |
| 2015 | 20, 21, 27, 28 de junio | Blue Man Group                                                  | TBA                                              | TBA                                           |
| 2015 | 15 de septiembre        | Faith No More                                                   | Sol Invictos Tour                                | TBA                                           |
| 2015 | 18 de octubre           | Katy Perry (Tinashe)                                            | Prismatic World Tour                             | Sold Out                                      |
| 2015 | 31 de octubre           | Juan Luis Guerra                                                | Todo tiene su hora Tour                          | TBA                                           |
| 2016 | 31 de mayo              | Miguel Bosé                                                     | Amo Tour                                         | TBA                                           |
| 2016 | 5 de junio              | Maluma                                                          | Pretty Boy, Dirty Boy World Tour                 | TBA                                           |
| 2016 | 17 de julio             | Maroon 5                                                        | Maroon V Tour                                    | Sold Out                                      |
| 2016 | 25 de septiembre        | Ha*Ash                                                          | 1F Hecho Realidad Tour                           | TBA                                           |
| 2017 | 25 de febrero           | Magneto + Mercurio                                              | Costa Rica Vive Love Edition                     | TBA                                           |
| 2017 | 26 de febrero           | Yuridia                                                         | Tour 6                                           | TBA                                           |
| 2017 | 25 de marzo             | Fito Páez                                                       | TBA                                              | TBA                                           |
| 2017 | 1 de mayo               | Slayer                                                          | Replentess Tour                                  | TBA                                           |
| 2017 | 6 de mayo               | Marc Anthony                                                    | Marc Anthony Tour                                | TBA                                           |
| 2017 | 28 de mayo              | Ana Gabriel                                                     | Costa Rica En Vivo                               | TBA                                           |
| 2017 | 6 de junio              | Ed Sheeran (Antonio Lulic)                                      | ÷ Tour                                           | Sold Out                                      |
| 2017 | 9 de junio              | Río Roma                                                        | Vivamos Tour                                     | TBA                                           |
| 2017 | 9 de julio              | Ariana Grande (Échele Miel, Fátima Pinto, Victoria Monét, CNCO) | Dangerous Woman Tour                             | Sold Out                                      |
| 2017 | 15 de septiembre        | Junior Express                                                  | Junior Express: En vivo                          | TBA                                           |
| 2017 | 15 de octubre           | Fifth Harmony (Cori Elle)                                       | PSA Tour                                         | 1,482/3,400                                   |
| 2017 | 16 de noviembre         | Franco de Vita                                                  | Libre Tour                                       | TBA                                           |
| 2018 | 22 de febrero           | Andrea Bocelli                                                  | En Vivo en Costa Rica                            | TBA                                           |
| 2018 | 15 de marzo             | The Killers                                                     | Wonderful Wonderful World Tour                   | 9,849                                         |
| 2018 | 18 de marzo             | CNCO                                                            | Más allá Tour                                    | TBA                                           |
| 2018 | 25 de marzo             | Ha*Ash                                                          | Gira 100 años contigo                            | Sold Out                                      |
| 2018 | 11 de abril             | Natalia Lafourcade                                              | TBA                                              | TBA                                           |
| 2018 | 1 de mayo               | Demi Lovato                                                     | Tell Me You Love Me World Tour                   | Cancelado                                     |
| 2018 | 5 de mayo               | Alejandro Fernández                                             | Rompiendo Fronteras Tour                         | TBA                                           |
| 2018 | 12 de mayo              | Roberto Carlos                                                  | En Vivo en Costa Rica                            | 3,569                                         |
| 2018 | 25 de mayo              | Los Ángeles Azules                                              | De Plaza en Plaza                                | TBA                                           |
| 2018 | 17 de agosto            | Grupo Cañaveral + La Sonora Santanera + Eddy Herrera            | TBA                                              | TBA                                           |
| 2018 | 25 de agosto            | Jarabe de Palo                                                  | TBA                                              | TBA                                           |
| 2018 | 22 de septiembre        | Steve Aoki + Deorro                                             | La Vida en Color Tour                            | TBA                                           |
| 2018 | 2 de diciembre          | Los Ángeles Azules                                              | De Plaza en Plaza                                | TBA                                           |
| 2019 | 29 de junio             | Pandora + Yuri                                                  | Juntitas Tour                                    | TBA                                           |
| 2019 | 4 de agosto             | Pepe Aguilar (Río Roma)                                         | Pepe Aguilar Tour 2019                           | TBA                                           |
| 2019 | 20 de agosto            | Hillsong Worship                                                | TBA                                              | TBA                                           |
| 2019 | 24 de agosto            | Paulo Londra (Jean Kala, Trapical Minds)                        | Homerun Tour                                     | Sold Out                                      |
| 2019 | 7 de septiembre         | Jesse y Joy                                                     | Tour 2019                                        | TBA                                           |
| 2019 | 8 de octubre            | Bryan Adams                                                     | Shine a Light Tour                               | TBA                                           |
| 2019 | 10 de noviembre         | Jack Johnson                                                    | All the Light Above It Too World Tour            | 4,254                                         |
| 2019 | 1 de diciembre          | Sebastián Yatra                                                 | Yatra Yatra Tour                                 | TBA                                           |
| 2019 | 17 de diciembre         | Serrat + Sabina                                                 | No hay dos sin tres Tour                         | TBA                                           |
| 2020 | 25 de enero             | Reik                                                            | TBA                                              | TBA                                           |
| 2020 | 28 de febrero           | Backstreet Boys                                                 | DNA World Tour                                   | TBA                                           |
| 2020 | 2 de abril              | Soda Stereo                                                     | Gracias Totales - Soda Stereo                    | Reprogramado para el 8 de octubre de 2020     |
| 2020 | 24 de mayo              | Ana Gabriel                                                     | Por amor a ustedes Tour                          | Reprogramado para el 11 de septiembre de 2022 |
| 2020 | 8 de octubre            | Soda Stereo                                                     | Gracias Totales - Soda Stereo                    | Cancelado                                     |
| 2022 | 4 de marzo              | Los Ángeles Azules (Los Plancharanga, Los Ajenos)               | TBA                                              | TBA                                           |
| 2022 | 13 de marzo             | Ska-P                                                           | TBA                                              | TBA                                           |
| 2022 | 13 de abril             | Maroon 5                                                        | 2020 Tour                                        | Cancelado                                     |
| 2022 | 1 de mayo               | Alejandro Sanz (José Cañas, Fofo Madrigal)                      | LaGira                                           | TBA                                           |
| 2022 | 7 de mayo               | Kany García                                                     | Costa Rica Tour                                  | TBA                                           |
| 2022 | 14 de mayo              | Rock Fest                                                       | TBA                                              | Sold Out                                      |
| 2022 | 28 de mayo              | Joan Manuel Serrat                                              | El Vicio de Cantar                               | TBA                                           |
| 2022 | 5 de junio              | Louis Tomlinson (Sun Room, Pedro Capmany)                       | Louis Tomlinson World Tour                       | Sold Out                                      |
| 2022 | 17 de junio             | Karol G                                                         | Bichota Tour                                     | Sold Out                                      |
| 2022 | 18 de junio             | Alejandro Fernández                                             | Hecho en México Tour                             | TBA                                           |
| 2022 | 11 de septiembre        | Ana Gabriel                                                     | Por amor a ustedes Tour                          | Cancelado                                     |
| 2022 | 4 de diciembre          | Fonseca (Río Roma)                                              | Viajante Tour                                    | TBA                                           |
| 2023 | 20 de enero             | Steve Aoki                                                      | TBA                                              | TBA                                           |
| 2023 | 3 de febrero            | Ha*Ash                                                          | Gira mi salida contigo                           | TBA                                           |
| 2023 | 11 de marzo             | Feid                                                            | Nitro Jam Tour                                   | Sold Out                                      |
| 2023 | 12 de marzo             | Feid                                                            | Nitro Jam Tour                                   | Sold Out                                      |
| 2023 | 25 de marzo             | Anuel AA (Deeikel, Eloune)                                      | Las Leyendas Nunca Mueren 2 Tour                 | TBA                                           |
| 2023 | 15 de abril             | Wos                                                             | Oscuro Éxtasis Tour                              | Sold Out                                      |
| 2023 | 21 de abril             | Hombres G + Banda MS                                            | TBA                                              | TBA                                           |
| 2023 | 22 de abril             | Camilo                                                          | De Adentro Pa' Fuera Tour                        | TBA                                           |
| 2023 | 6 de mayo               | Rock Fest                                                       | TBA                                              | TBA                                           |
| 2023 | 13 de mayo              | Marc Martel                                                     | One Vision Of Queen                              | TBA                                           |
| 2023 | 20 de mayo              | Manuel Turizo                                                   | 2000 Tour                                        | TBA                                           |
| 2023 | 12 de agosto            | Carlos Vives (Diego Torres)                                     | El Tour de los 30                                | Sold Out                                      |
| 2023 | 26 de agosto            | CNCO                                                            | La Última Cita Tour                              | TBA                                           |
| 2023 | 2 de septiembre         | Jesse y Joy                                                     | Cliches Tour                                     | TBA                                           |
| 2023 | 3 de septiembre         | Ednita Nazario                                                  | La Reina World Tour                              | TBA                                           |
| 2023 | 16 de setiembre         | Disney Junior                                                   | Disney Junior: En Vivo                           | TBA                                           |
| 2023 | 17 de setiembre         | Disney Junior                                                   | Disney Junior: En Vivo                           | TBA                                           |
| 2023 | 21 de setiembre         | Fito Paez                                                       | El amor 30 años después del amor                 | TBA                                           |
| 2023 | 24 de septiembre        | Jessi Uribe                                                     | TBA                                              | TBA                                           |
| 2023 | 6 de octubre            | Resistance                                                      | TBA                                              | TBA                                           |
| 2023 | 8 de octubre            | Silvestre Dangond                                               | TBA                                              | TBA                                           |
| 2023 | 14 de octubre           | Enanitos Verdes + Sobredosis de Soda                            | Besos Intensos Tour + Al Calor de las Masas Tour | TBA                                           |
| 2023 | 21 de octubre           | Carín León                                                      | Cura Local Tour                                  | TBA                                           |
| 2023 | 4 de noviembre          | Ricardo Montaner                                                | Te Echo de Menos Tour                            | TBA                                           |
| 2023 | 5 de noviembre          | Jorge Drexler                                                   | Tinta y Tiempo Tour                              | TBA                                           |
| 2023 | 18 de noviembre         | Los Ángeles Azules + Paola Jara                                 | TBA                                              | TBA                                           |
| 2023 | 25 de noviembre         | Gojira + Mastodon                                               | The Mega Monsters Tour                           | TBA                                           |
| 2023 | 1 de diciembre          | Danna Paola                                                     | XT4S1S TOUR                                      | TBA                                           |
| 2023 | 2 de diciembre          | Alma Sound Fest                                                 | TBA                                              | TBA                                           |
| 2023 | 7 de diciembre          | Pablo Alborán                                                   | Tour La Cuarta Hoja                              | TBA                                           |
| 2023 | 9 de diciembre          | Back to the 90's Vol.2                                          | TBA                                              | TBA                                           |
| 2024 | 9 de febrero            | Kany García                                                     | Tour 2024                                        | TBA                                           |
| 2024 | 25 de febrero           | Concierto de conciertos                                         | Varios                                           | TBA                                           |
| 2024 | 10 de marzo             | Los Temerarios                                                  | El legado de amor Hasta Siempre                  | Cancelado                                     |
| 2024 | 13 de marzo             | Laura Pausini                                                   | Laura Pausini World Tour 2023-2024               | TBA                                           |
| 2024 | 27 de abril             | Air Supply + Filarmonica                                        | TBA                                              | TBA                                           |
| 2024 | 11 de mayo              | UB40                                                            | TBA                                              | TBA                                           |
| 2024 | 12 de mayo              | Il Divo                                                         | 20 Anniversary Tour                              | TBA                                           |
| 2024 | 24 de mayo              | Interpol                                                        | TBA                                              | TBA                                           |
| 2024 | 25 de mayo              | Pimpinela                                                       | Siempre Juntos Tour                              | TBA                                           |
| 2024 | 30 de mayo              | Louis Tomlinson                                                 | Faith in the Future World Tour                   | TBA                                           |
| 2024 | 6 de julio              | Bronco                                                          | TBA                                              | TBA                                           |
| 2024 | 2 de agosto             | Emmanuel                                                        | Toda la Vida                                     | TBA                                           |
| 2024 | 3 de agosto             | Amanda Miguel                                                   | TBA                                              | TBA                                           |
| 2024 | 10 de agosto            | Yuri + Alexander Acha                                           | Musica con Amor                                  | TBA                                           |
| 2024 | 17 de agosto            | Los Tigres del Norte                                            | Siempre Contigo Tour                             | TBA                                           |
| 2024 | 31 de agosto            | Ricky Martin Sinfónico                                          | TBA                                              | TBA                                           |
| 2024 | 12 de octubre           | Young Miko                                                      | TBA                                              | TBA                                           |
| 2024 | 20 de octubre           | Pablo López                                                     | TBA                                              | TBA                                           |
| 2024 | 26 de octubre           | Melendi                                                         | TBA                                              | TBA                                           |
| 2024 | 2 de noviembre          | Wos                                                             | TBA                                              | TBA                                           |
| 2024 | 16 de noviembre         | The Smashing Pumpkins                                           | The World is a Vampire Tour                      | TBA                                           |
| 2024 | 22 de noviembre         | Gilberto Santa Rosa                                             | TBA                                              | TBA                                           |
| 2024 | 23 de noviembre         | Calibre 50 + Piso 21                                            | Latidos                                          | TBA                                           |
| 2025 | 18 de enero             | Jesse & Joy                                                     | El Despecho Tour                                 | TBA                                           |
| 2025 | 9 de febrero            | Ha*Ash                                                          | Gira Haashville                                  | TBA                                           |
| 2025 | 22 de febrero           | Pandora + Flans                                                 | Inesperado Tour                                  | TBA                                           |
| 2025 | 23 de febrero           | Camilo                                                          | Nuestro Lugar Feliz Tour                         | TBA                                           |
| 2025 | 2 de marzo              | Camila                                                          | Camila Regresa Tour                              | TBA                                           |
| 2025 | 15 de marzo             | Calibre 50 + Piso 21                                            | Latidos Tour                                     | Cancelado                                     |
| 2025 | 5 de abril              | Shawn Mendes                                                    | For Friends and Family Only                      | TBA                                           |
| 2025 | 26 de abril             | Melendi                                                         | Gira 20 Años                                     | TBA                                           |
| 2025 | 14 de mayo              | Quevedo                                                         | Buenas Noches Tour                               | TBA                                           |
| 2025 | 17 de mayo              | Fuerza Regida                                                   | Esto No Es Un Tour                               | Cancelado                                     |
| 2025 | 25 de julio             | Jessi Uribe + Calibre 50                                        | TBA                                              | TBA                                           |
| 2025 | 9 de agosto             | Manuel Turizo                                                   | 201 World Tour                                   | TBA                                           |
| 2025 | 23 de agosto            | Paulo Londra                                                    | Paulo Londra Tour 2025                           | TBA                                           |
| 2025 | 31 de agosto            | Alejandra Guzmán                                                | Brilla Tour                                      | TBA                                           |
| 2025 | 3 de octubre            | Eladio Carrión                                                  | Don KBRN Tour                                    | TBA                                           |
| 2025 | 15 de noviembre         | Ana Gabriel                                                     | Claro de Luna Tour                               | TBA                                           |